# Куп Републике Српске у фудбалу 2005/06.
Куп Републике Српске у фудбалу 2005/06. је тринаеста сезона овог такмичења које се одржава на територији Републике Српске у организацији Фудбалског савеза Републике Српске. Прво такмичење је одржано у сезони 1993/94.
У Купу Републике Српске учествују фудбалски клубови са подручја Републике Српске. Клубови нижег нивоа такмичења морају у оквиру подручних савеза изборити учешће у Купу. Такмичењу се од шеснаестине финала прикључују и клубови из Прве лиге Републике Српске и клубови из Републике Српске који се такмиче у Премијер лиги Босне и Херцеговине.
Парови се извлаче жребом. До полуфинала се игра по једна утакмица, у полуфуналу две а финална утакмица се игра на стадиону одређеном накнадно или се играју две утакмице. У овој сезони, одређено је да у четвртфиналу и полуфиналу се одиграју по два меча, а финале је играно на неутралном терену.
Финална утакмица је одиграна у Модричи на стадиону Максима (данас стадион носи име некадашњег председника Републике Српске Др. Милана Јелића). Славија из Источног Сарајева је победила екипу Рудара из Приједора резултатом 3:2, те на тај начин освојила први куп у својој историји.

## Парови и резултати

### Шеснаестина финала
- Утакмице су игране 5. октобра и 9. октобра 2005.[4]

| Бр. ут. | Домаћин                  | Резултат       | Гост                          |
| ------- | ------------------------ | -------------- | ----------------------------- |
| 1       | Борац Козарска Дубица    | 1:0            | Модрича Максима               |
| 2       | Пролетер Дворови         | 3:0 пф         | Леотар                        |
| 3       | БСК Црни Ђорђе           | 1:0            | Козара Градишка               |
| 4       | Гласинац                 | 0:0 (2:4 Пен.) | Јединство Брчко               |
| 5       | Слога Трн                | 0:1            | Рудар Приједор                |
| 6       | Слобода Нови Град        | 1:0            | Лакташи                       |
| 7       | Херцеговац Билећа        | 1:2            | Рудар Угљевик                 |
| 8       | Локомотива Брчко         | 1:0            | Младост Гацко                 |
| 9       | Младост Сандићи          | 0:5            | Дрина Зворник                 |
| 10      | Пролетер Теслић          | 1:2            | Борац Бања Лука               |
| 11      | Дрина ХЕ Вишеград        | 1:2            | Фамос Војковићи               |
| 12      | Јединство Црквина        | 2:1            | Љубић Прњавор                 |
| 13      | Омладинац Бања Лука      | 0:1            | Слога Добој                   |
| 14      | Вележ Невесиње           | 3:0 пф         | Напредак Доњи Шепак           |
| 15      | Звијезда Какмуж          | 3:1            | ФК Слога ДИПО Горњи Подградци |
| 16      | Славија Источно Сарајево | 2:1            | Радник Бијељина               |

### Осмина финала
| Бр. ут. | Домаћин               | Резултат       | Гост                     |
| ------- | --------------------- | -------------- | ------------------------ |
| 1       | Вележ Невесиње        | 3:0            | Дрина Зворник            |
| 2       | Звијезда Какмуж       | 1:1 (6:5 Пен.) | БСК Црни Ђорђе           |
| 3       | Борац Козарска Дубица | 1:1 (4:2 Пен.) | Јединство Црквина        |
| 4       | Јединство Брчко       | 1:1 (1:3 Пен.) | Славија Источно Сарајево |
| 5       | Локомотива Брчко      | 1:4            | Рудар Угљевик            |
| 6       | Рудар Приједор        | 2:0            | Слога Добој              |
| 7       | Борац Бања Лука       | 4:0            | Слобода Нови Град        |
| 8       | Фамос Војковићи       | сл.            | Пролетер Дворови одустао |

### Четвртфинале
| Утак. | Клуб, Место            | Укупан резултат | Клуб, Место               | 1. утакмица | 2. утакмица |
| ----- | ---------------------- | --------------- | ------------------------- | ----------- | ----------- |
| 1.    | Фамос, Војковићи       | 5:3             | Рудар Угљевик, Угљевик    | 2:0         | 3:3         |
| 2.    | Борац, Козарска Дубица | 0:6             | Рудар, Приједор           | 0:2         | 0:4         |
| 3.    | Звијезда, Какмуж       | 2:9             | Борац, Бања Лука          | 1:8         | 1:1         |
| 4.    | Вележ, Невесиње        | 0:1             | Славија, Источно Сарајево | 0:1         | од.         |

### Полуфинале
| Утак. | Клуб, Место      | Укупан резултат | Клуб, Место               | 1. утакмица | 2. утакмица |
| ----- | ---------------- | --------------- | ------------------------- | ----------- | ----------- |
| 1.    | Фамос, Војковићи | 0:2             | Рудар, Приједор           | 0:0         | 0:2         |
| 2.    | Борац, Бања Лука | 0:1             | Славија, Источно Сарајево | од.         | 0:1         |

## Финале
4. јун 2006. Стадион Максима, Модрича
Стрелци: СЛАВИЈА: Бјелица 17, Ђерић 45, Вуксановић 73 пен. — РУДАР: Краљ 25 пен, Деспотовић 56.
| Клуб, Место               | Резултат | Клуб, Место     |
| ------------------------- | -------- | --------------- |
| Славија, Источно Сарајево | 3:2      | Рудар, Приједор |

| Победник Купа Републике Српске у фудбалу 2005/06. |
| ------------------------------------------------- |
| Славија 1. титула                                 |